# Dorfkirche Benken

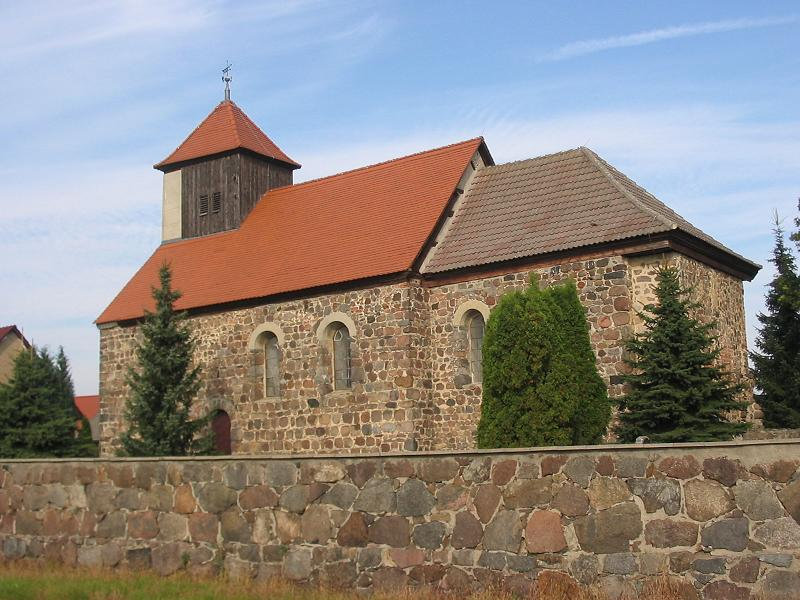
Dorfkirche Benken

Die evangelische Dorfkirche Benken ist eine spätromanische Feldsteinkirche in Benken, einem Ortsteil der Gemeinde Wiesenburg/Mark im Landkreis Potsdam-Mittelmark in Brandenburg. Die Kirchengemeinde gehört zum Kirchenkreis Mittelmark-Brandenburg der Evangelischen Kirche Berlin-Brandenburg-schlesische Oberlausitz.

## Lage
Die Benkener Dorfstraße führt als zentrale Verbindungsachse in West-Ost-Richtung durch den Ort. Das Bauwerk steht nördlich dieser Straße auf einem Grundstück mit einem Kirchfriedhof, der mit einer Mauer aus unbehauenen und nicht lagig geschichteten Feldsteinen eingefriedet ist.

## Geschichte
Die Dorfkirche entstand in der ersten Hälfte des 13. Jahrhunderts und damit noch vor der urkundlichen Ersterwähnung des Dorfes im Jahr 1375. Es war zu dieser Zeit 40 Hufe groß, darunter zwei Pfarrhufen und bis 1575 Tochterkirche von Lübnitz. Es gehörte zu dieser Zeit der Familie von Ziegesar, allerdings ist unklar, ob sie auch das Kirchenpatronat ausübten, da sie sich nicht in der Region aufhielten. Im genannten Jahr kam Benken als Tochterkirche zu Ragösen und blieb dort bis 1685. Kurze Zeit zuvor, vermutlich vor 1681, ließen die neuen Besitzer, die Familie von Thümen, die spätromanische Apsis bis auf die unteren Teile abtragen, den Chor gerade schließen und die Fenster stichbogig verändern. Unter ihrer Herrschaft wurden weiterhin die Fenster an der Südseite im Jahr 1869 neuromanisch vergrößert und das Rundbogenportal 1881 auf der Nordseite zugesetzt. Im Jahr 1997 erfolgte eine Sanierung.

## Baubeschreibung

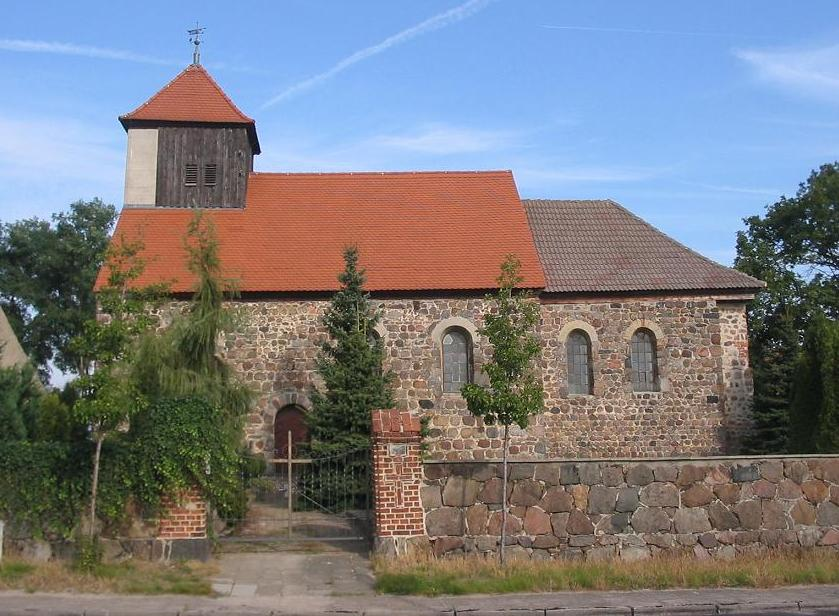
Ansicht von Süden

Das Bauwerk entstand im Wesentlichen aus Feldsteinen, die lagig geschichtet und mäßig behauen wurden. Der Chor ist gerade und an der Ostwand leicht eingezogen. Er besitzt einen rechteckigen Grundriss, zwei große Rundbogenfenster an der Südseite sowie ein Satteldach, das nach Osten hin abgewalmt ist. Das Kirchenschiff hat einen rechteckigen Grundriss mit ebenfalls großen Rundbogenfenstern. An der Südseite ist ein großes, ebenfalls rundbogenförmiges Portal. Das Schiff trägt ebenfalls ein Satteldach. Oberhalb erhebt sich ein verbretterter Dachturm mit einer gemauerten Westseite. Im Norden und Westen befinden sich romanische Fenster. An der Nord- und Südseite sind je zwei kleine und hochrechteckige Klangarkaden. Der Turm schließt mit einem Pyramidendach mit Turmkugel und Wetterfahne ab.

## Ausstattung
Die hölzerne Kanzel stammt aus der zweiten Hälfte des 17. Jahrhunderts. Zur weiteren Kirchenausstattung gehören zwei Kindergrabsteine der von Thümen aus dem Jahr 1595 mit vier knienden Relieffiguren der verstorbenen Kinder. Ein Epitaph erinnert an den Engel Boldicke, der 1617 starb. Er zeigt als Relieffigur den Verstorbenen in einer Rüstung. Zwei weitere Grabsteine stammen aus dem 17. Jahrhundert und sind mit Wappen verziert. Das Bauwerk ist im Innern flach gedeckt. Im Westen befindet sich eine Empore. Im Turm hängt eine Glocke aus dem Jahr 1683.